# Multimídia Trade Center
O Multimídia Trade Center (frequentemente chamado de MTC) é um edifício localizado no distrito de Santana, na zona norte de São Paulo, ao lado do Terminal Rodoviário do Tietê, às margens da Marginal Tietê.
Foi inaugurado em 2005 para ser a sede da distribuidora de discos e mídias físicas A Universal Fonográfica & Multimídia, dispondo de instalações para a realização de eventos, um pequeno centro de convenções e um centro comercial para negócios do setor fonográfico. Em 2014, o edifício foi vendido para a empresa de atendimento telefônico Atento Brasil.[carece de fontes?]

## Histórico
Em 2004, A Universal Fonográfica contratou o arquiteto Alcindo Dell'Agnese para projetar uma sede nova para a empresa com um espaço multiuso para projetos multimídia, eventos e ser um centro de negócios para a indústria fonográfica. A empresa investiu 40 milhões de reais no projeto que foi inaugurado em 2005 com mais de 17 mil m² de área construída, seis pavimentos, estúdios de gravação, auditórios, lojas e um heliponto no terraço do prédio.
Ao longo dos anos, seu espaço multiuso foi utilizado para eventos relacionados ao setor fonográfico como cursos, palestras, workshops, além de diversos eventos e lançamentos de filmes, álbuns e produtos relacionado ao mercado de mídias físicas (CDs e DVDs).
Em 2014, o Multimídia Trade Center foi vendido para a empresa de atendimento telefônico Atento Brasil e passou a ser utilizado como uma central de atendimento da empresa.

## Características
O edifício possui fachada construída em sistema de câmara dupla para reforçar seu isolamento acústico e foi construído de maneira modular para ser facilmente adaptado para outros usos. Sua área interna conta com estrutura de salas privativas, uma loja com 2.5 mil m² para a venda de CDs e DVDs, estacionamento, docas para caminhões, um salão para shows de pequeno porte, camarins, auditórios e áreas de lazer. A obra levou cerca de oito meses para ficar pronta.